# Sumitomo Light Metal Industries
Sumitomo Light Metal Industries, Ltd. — японская компания, работающая в отрасли цветной металлургии. Входит в кэйрэцу Sumitomo.

## История
Годом основание компании считается 1897 год, когда в Осаке был открыт завод по производству медного проката. Годом позже начинается производство алюминиевого проката. 
В 1935 году бизнес по производству медного и алюминиевого проката, а также завод по производству стали были объединены в одну компанию Sumitomo Metal Industries Co., Ltd.
В 1959 году подразделение цветных металлов было выделено в отдельную компания с современным названием Sumitomo Light Metal Industries Co., Ltd.
В 1962 году компания объединяется с Maruni Shokai Co., Ltd.
В 1969 году вводится в строй новый завод в Касиве.
В 1973 году основывается дочерняя компания Sumikei Aluminium Industries Co., Ltd. (была расформирована в 1982 году).
В 1988 году происходит объединение с Sansen Real Estate Co., Ltd., в 1991 — с Nagoya Kosan Co., Ltd.
В 1995 году основываются дочерние общества Sumikei Memory Disc Malaysia Sdn. Bhd. и Sumikei (Guangzhou) Metal Products Ltd.
С 2000 года компания сотрудничает с Kobe Steel.
В 2011 году открывается дочернее общество Sumikei Copper Tube Co., LTD.

## Компания сегодня
В настоящее время бизнес компании состоит из 3 основных дивизионов: алюминиевый прокат, медные трубы и изделия из меди и алюминия.